# 46 Rezerwowa Dywizja Piechoty (Cesarstwo Niemieckie)
46 Rezerwowa Dywizja Piechoty (niem. 46. Reserve-Division)  – związek taktyczny Armii Cesarstwa Niemieckiego. 
W sierpniu 1914 rozwinięto w Niemczech do etatów wojennych istniejące w okresie pokoju związki operacyjne (armie) i związki taktyczne. W tym też miesiącu z rekrutów, rezerwistów i ochotników znajdujących się  w korpuśnych ośrodkach szkoleniowych zorganizowano jednostki rezerwowe.

W składzie XXIII Rezerwowego Korpusu Armijnego została rozwinięta między innymi 46 Rezerwowa Dywizja Piechoty. W I wojnie światowej dywizja walczyła na froncie zachodnim.

## Struktura organizacyjna
Skład w 1914:
- dowództwo dywizji
- 91 Rezerwowa Brygada Piechoty
  - 213 rezerwowy pułk piechoty
  - 214 rezerwowy pułk piechoty
- 92 Rezerwowa Brygada Piechoty
  - 215 rezerwowy pułk piechoty
  - 216 rezerwowy pułk piechoty
- 18 rezerwowy batalion strzelców
- 46 rezerwowy oddział kawalerii